# Jackson County, Wisconsin
Jackson County är ett administrativt område i delstaten Wisconsin, USA, med 20 449 invånare. Den administrativa huvudorten (county seat) är Black River Falls.
Countyt har fått sitt namn efter general Andrew Jackson som var USA:s sjunde president 1829-1837 som hade besegrat britterna i slaget vid New Orleans den 8 januari 1815.

## Geografi
Enligt United States Census Bureau har countyt en total area på 2 590 km². 2 557 km² av den arean är land och 33 km² är vatten.

### Angränsande countyn
- Clark County - nord
- Wood County - öst
- Juneau County - sydost
- Monroe County - syd
- La Crosse County - sydväst
- Trempealeau County - väst
- Eau Claire County - nordväst